# Узбекский национальный костюм
Узбекский национальный костюм — традиционный стиль одежды, который носят узбеки. Она отражает узбекские культурные традиций. Существует два основных типа одежды, которую носят узбеки: традиционная одежда, известная как национальная узбекская одежда (узб. oʻzbek milliy liboslari), и западная одежда, которая включает в себя всё остальное.
Традиционная одежда мужчин включает в себя различные формы головных уборов, чаще всего тюбетейку, длинный халат, называемый чапан, рубашку, известную как яктак, традиционный пояс и свободные штаны. Женщины обычно носят одежду, закрывающую все тело, причем наиболее распространены яркие платья длиной до колен и свободные штаны, сделанные абровых тканей. По особым случаям мужчины надевают богато расшитые чапаны, а женщины — изысканные платья из атласа и шёлка, часто богато расшитые золотыми нитями.
Предыдущие поколения узбеков почти полностью носили традиционную одежду. После ассимиляции Центральной Азии с Россией западная одежда и мода становились все более популярными, особенно среди молодых и образованных поколений. Если в советское время узбекская одежда, как правило, была ориентирована на практическую ценность и не подвергалась влиянию международных модных течений, то в последнее время всё больше внимания уделяется традиционным моделям. Тем не менее, сейчас редко кто носит традиционную одежду в качестве повседневной, особенно в городах, но чапаны и женские платья длиной до колена остаются популярными, особенно в сельской местности.

## Мужская одежда
Мужская одежда состояла из халата, рубах различного фасона, камзола, пояса, кожаных сапог, штанов и обязательного головного убора — чалмы или тюбетейки.
Повседневной мужской одеждой была традиционная рубаха — куйлак, которая первоначально имела длину ниже колен, а позднее её укоротили до середины бедер. Ворот рубахи был двух фасонов. В первом случае к длинному вертикальному разрезу пришивали воротник. У рубах другого фасона разрез был горизонтальный, от плеча к плечу. У жителей Ташкентской и Ферганской областей была распространена мужская распашная рубаха — яхтак. Её шили из хлопчатобумажной ткани и носили и молодые, и пожилые. Края ворота иногда обшивали тесьмой — джияк. Духовные лица и узбекская аристократия носили рубаху только с горизонтальным воротом. Реликтовым явлением в начале XX в. были узбекские стеганые на вате рубахи — гуппича, которые носили только дети и старики. Гуппи на староузбекском языке означает «доспех», что породило у исследователей версию о генетической связи стеганых рубах с защитным вооружением.
Развиваясь о общем русле одежды оседлых народов Мавераннахра, в то же время имеет многие самобытные и неповторимые черты. Так например, всемирной славой пользуется искусство золотого шитья, к началу нашей эры относят археологи следы золотого шитья, найденные на раскопках в Ташкентской области. Согласно преданиям золотое шитьё знали в Согдиане ещё до появления шелка. Но особенно широкое распространение получило оно в XIX — начале XX веков.
Узбекский национальный костюм отражает художественные особенности, архаичные черты народных промыслов, этнографические и региональные формы развития одежды. А головной убор который вы видите на фото называется по узбекски «салла». Это знают не все, но когда мужчины собиралась паломничать в (Хадж) Саудовскую Аравию надевали убор и всегда имели при себе белый материал длина которого была ровно 2 метра. При смерти у мусульман человека надо было завернуть в этот белый материал и похоронить по обычаям.
Штаны — иштон. Глухие, без карманов, пуговиц и прорезей, широкие вверху, они книзу сужались и доходили до щиколоток.

### Верхняя одежда
- Халат — мужской халат, отличается одинаковым покроем для любого возраста, что свидетельствует об его архаичности. Халаты, в зависимости от времени года шились без подкладки, с тонкой подкладкой и теплые на вате. На полах с обеих сторон делали вертикальные разрезы для увеличения шага. Воротник, полы, подол и края рукавов обшивали узкой плетеной тесьмой или полоской материи, на груди пришивали две завязки. Высшую форму городского ремесла составляло золотое шитье, украшавшее одежду эмира и знати.

### Головные уборы
- Чалма — в целом воспринимаемая как атрибут мусульманской культуры, разнилась по размеру, цвету, манере повязывания. Большую белую чалму носили духовные лица, ремесленники — небольшую чалму серого или синеватого цветов, крестьяне — повязку из цветных платков. Чалма была главным головным убором узбеков. Хорезмийцы предпочитают в качестве головного убора шапки-папахи из овчины разных цветов.
- Папаха — головной убор хорезмийских, бухарских узбеков. Хорезмийские и бухарские узбеки предпочитают в качестве головного убора шапки — папахи из овчины разных цветов.
- Тюбетейка — традиционный узбекский головной убор. В различных регионах имеют множество вариаций. Узбекское название этих шапочек — «дуппи» или «калпок». Особенно к XIX веку тюбетейки как головной убор получили повсеместное распространение и определилось разнообразие их форм — островерхие, и конусообразные, полусферические и четырёхгранные, круглые и купольные тюбетейки, словом, любого вида, какой только подскажет местный обычай. Самая распространённая мужская чустская тюбетейка из Ферганской долины имеет строгий, скромный и в то же время очень декоративный вид. Для неё характерна вышивка белыми нитями орнамента в виде стручков перца «калампир» на чёрном фоне, а по кромке в ряд расположены шестнадцать узорных арочек. Чаще всего для мужских тюбетеек выбирали чёрный сатин или бархат. Всего насчитывается, включая ферганские чустские мужские тюбетейки, шесть исторически сложившихся региональных групп головных уборов — ташкентская, самаркандская, бухарская, кашкадарьинская, сурхандарьинсая и хорезмская. В каждом районе сложился свой стиль, передаваемый из поколения в поколение

### Обувь
Население равнинных оазисов носило мягкие сапоги вместе с кожаными туфлями без задника. Узбекская знать, которая состояла из Казахов старшего Жуза, во время конных выездов надевала парадные сапоги из зелёной шагрени, изящный каблук которых был скошен к середине подошвы, позволяя всаднику особенно ловко держаться в стременах. Простые же Узбеки, как правило передвигались на ослах.

### Галерея
|                                                                                        |  |                                                                           |  |                                             |
| Мирза Абдулхак и Рустам–бег, узбеки рода катаган. На переговорах в 1841 г, Афганистан. |  | Узбеки Хивы, Хорезмский оазис, Северо-Северо-Западный Узбекистан, 1913 г. |  | Узбек на фестивале шёлка и специй в Бухаре. |

## Женская одежда
Танцевальная женская или обычная женская одежда состояла из халата, платья, шаровар, платка или паранджи, тюбетейки, туфель. Непременным дополнением к костюму узбекских женщин всех возрастов всегда были украшения из золота или серебра.

### Верхняя одежда
- Женский халат — ворот женского халата довольно открытый и широкий, борта его почти не сходятся. Рукава короче, но свободнее, чем в мужских халатах. Среди женщин Бухарского и Самаркандского оазисов были распространены легкие длинные распашные халаты румча, слегка прилегающие по талии. Специфической верхней женской одеждой был халат мурсак. Это распашная в форме туники одежда без воротника, которую шили так, чтобы полы при ношении заходили друг за друга. Мурсаки делали длинными, до земли, на подкладке, а чаще стеганными на вате. Ворот, полы и низ рукавов обшивали тканой тесьмой.
- Камзол — во второй половине XIX века среди верхней одежды появился камзол или камзур. Это слегка прилегающий в талии халат с короткими и узкими рукавами, с вырезной проймой и отложным воротником. В это же время стали появляться короткие безрукавки типа жилеток нимча.

### Головные уборы
- Платок — голову узбекские женщины закрывали платком. Часто головной убор состоял из двух платков, один из которых набрасывали на голову, а второй, сложенный по диагонали, надевали в виде налобной повязки. В XIX столетии женщины надевали платок с выходом для лица, на лоб повязывали небольшой платок — пешона румол.
- Паранджа — представляет собой халат с длинными ложными рукавами и с закрывавшей лицо волосяной сеткой — чачван. В двадцатые годы XX столетия, когда советская власть повела борьбу с «пережитками», паранджа постепенно вышла из употребления в большинстве регионов.
- Тюбетейка — костюм молодой женщины-узбечки и сегодня нередко дополняется яркой нарядной тюбетейкой.

### Обувь
Главной женской обувью были туфли без задников.

## Книги-альбомы
В 2021 году рабочая группа Всемирного общества по изучению, сохранению и популяризации культурного наследия Узбекистана при участии председателя попечительского совета Бахтиера Фазылова, председателя научного совета Эдварда Ртвеладзе, а также председателя правления Всемирного общества и руководителя проекта «Культурное наследие Узбекистана» Фирдавса Абдухаликова подготовили и опубликовали два тома книги-альбома «Традиционный узбекский костюм по материалам музейных и частных коллекций Узбекистана», посвященных узбекской национальной одежде, из серии «Культурное наследие в собраниях мира». В альбоме в виде визуального ряда и авторских статей представлен подробный разбор истории, моды и культуры ношения мужских и женских нарядов и костюмов. Альбомы разделены на главы, каждая из которых посвящена определённому региону страны.
В альбом включены предметы одежды, в том числе верхняя и нижняя одежда, ремни и пояса, обувь, головные уборы и украшения, хранящиеся в нескольких музеях Узбекистана, среди которых Государственный музей искусств, Государственный музей истории, Государственный музей прикладного искусства и истории ремесленничества, Бухарский государственный музей-заповедник, Музей декоративно-прикладного искусства «Ситораи Мохи-Хосса», Самаркандский Государственный музей-заповедник, Самаркандский областной краеведческий музей, Ферганский областной краеведческий музей, Сурхандарьинский областной краеведческий музей, Музей истории при Термезском государственном университете, Государственный музей-заповедник «Ичан-Кала», Государственный музей истории и культуры Республики Каракалпакстан, Государственный музей искусств Республики Каракалпакстан им. И. В. Савицкого, а также предметы из частных коллекций. Помимо непосредственно предметов одежды визуальный ряд альбома дополнен изображениями схем кроя костюмов.

### Галерея
|                                                |  |                                        |  |                                   |  |                                        |  |  |
| Узбекские национальные костюмы. Ташкент (1911) |  | Пожилой узбек (центральный Узбекистан) |  | Фестиваль шёлка и специй (Бухара) |  | Национальная хорезмская одежда мужчины |  |  |